# Ptilonorrínquids
Els jardiners són un grup d'ocells de l'ordre dels passeriformes que componen la família dels ptilonorínquids (Ptilonorhynchidae). La família conté 20 espècies en vuit gèneres.
Són aus de mida mitjana, que fan de dels 22 cm de llargària i 70 gr de pes, de Prionodura newtoniana, fins als 40 cm i 230 gram de Chlamydera nuchalis. La dieta consisteix principalment en fruites, però també pot incloure insectes, flors, nèctar i fulles en algunes espècies.
La característica més destacada d'aquests ocells és el seu comportament de festeig i aparellament extraordinàriament complex, on els mascles construeixen un paratge per atreure la seva parella. Hi ha dos tipus principals de jardiners. Els Prionodura, Amblyornis, Scenopoeetes i Archiboldia construeixen els anomenats pals de maig, que es construeixen col·locant pals al voltant d'un planter; en les dues primeres espècies aquestes "glòries" tenen un sostre semblant a una cabana.
Els Chlamydera, Sericulus i Ptilonorhynchus construeixen un paratge tipus avinguda, fet de dues parets de pals col·locats verticalment. Els Ailuroedus són les úniques espècies que no construeixen ni tanques ni patis d'exhibició.
Els jardiners es distribueixen per Nova Guinea (amb deu espècies endèmiques) i Austràlia (amb vuit endemismes). Dues espècies es distribueixen per ambdues illes. Encara que la seva distribució se centra en les regions tropicals, algunes espècies s'estenen pel centre, oest i sud-est d'Austràlia. Ocupen una àmplia gamma d'hàbitats, que inclou selves tropicals, boscos d'eucaliptus i acàcies, i garrigues.

## Llista de gèneres i espècies
Segons la classificació del Congrés Ornitològic Internacional (versió 10.2, 2020) aquesta família es classifica en 8 gèneres amb 27 espècies:
- Gènere Ailuroedus, amb 10 espècies.
- Gènere Amblyornis, amb quatre espècies.
- Gènere Archboldia, amb una espècie: jardiner d'Archbold (Archboldia papuensis).
- Gènere Chlamydera, amb cinc espècies.
- Gènere Prionodura, amb una espècie: jardiner de Newton (Prionodura newtoniana).
- Gènere Ptilonorhynchus, amb una espècie: jardiner setinat (Ptilonorhynchus violaceus).
- Gènere Scenopoeetes, amb una espècie: jardiner dentat (Scenopoeetes dentirostris).
- Gènere Sericulus, amb quatre espècies.